# 宮村浩気
宮村 浩気（みやむら ひろき、1967年8月11日 - ）は、長野県出身の美容師。

## 来歴
山野美容専門学校卒業後、HAIR DIMENSION入社。フジテレビ系列のB.C.ビューティー・コロシアムで美のプロフェッショナルとして出演。2000年4月に美容室afloatをオープンし代表を務める。

## 出版
- afloat宮村浩気ヘアスタイルパーフェクトBOOK―アフロート宮村浩気が宣言!「絶対キレイにしてみせる!」(Miss books)（2000年10月、世界文化社）ISBN 978-4418001439
- f(エフ)（2004年、女性モード社）ISBN 978-4902016192
- 1200万スタイリストの仕事（2004年8月20日、女性モード社）ISBN 978-4902016185
- 1200万スタイリストの日常と技術（2005年8月20日、女性モード社）ISBN 978-4902016260
- アイロンでもっとかわいいをつくる 売れるスタイリング術(人気スタイリストへの近道シリーズ)（2009年11月10日、女性モード社）ISBN 978-4902016666
- 今さら聞けないヘアスタイル&ケアの正解―美髪のカリスマ 宮村浩気が伝授!(主婦の友αブックス)（2010年2月27日、主婦の友社）ISBN 978-4072712597
- と・き・め・き・ヘア（2010年4月20日、ネコ・パブリッシング）ISBN 978-4777052837
- 女ゴコロがわからなくてビジネスができるか!―女性美容ビジネスで150億円稼ぐ宮村浩気のルール17（2010年4月21日、主婦の友社）ISBN 978-4072715260

### 雑誌
- はじめての巻き髪レッスン(ヘアモード増刊号)（2009年11月16日、女性モード社）

### ＤＶＤ
- エクストラテクニック(ヘアモード DVD テクニックライブ シリーズ)（2003年6月25日、女性モード社）ISBN 978-4902016055